# Санта Марија ла Лонга
Санта Марија ла Лонга је насеље у Италији у округу Удине, региону Фурланија-Јулијска крајина.
Према процени из 2011. у насељу је живело 1229 становника. Насеље се налази на надморској висини од 40 м.

## Становништво
Према резултатима пописа становништва 2011. у општини је живело 2.417 становника.
| 1951. | 1961. | 1971. | 1981. | 1991. | 2001. | 2011. |
| ----- | ----- | ----- | ----- | ----- | ----- | ----- |
| 2.506 | 2.286 | 2.165 | 2.295 | 2.298 | 2.313 | 2.417 |